# Lac d'Alborelo
Le lac d'Alborelo (lago di Alborelo en italien, Pankrazer Stausee en allemand) est un lac artificiel situé à 804 mètres d'altitude dans la commune de San Pancrazio dans le Tyrol du Sud.

## Centrale hydroélectrique
Le lac est formé par un barrage en béton construit entre 1949 et 1953. 
Le lac est relié à la centrale hydroélectrique de Lana par un pipeline utilisant un saut 489 m. Il dispose de six turbines Pelton pour une puissance maximale de 132 MW et une production annuelle de 206 GWh. 
Le lac est le dernier de la série de réservoirs artificiels dans le val d'Ultimo. Sur ses rives se trouve la centrale électrique qui exploite les eaux du lac Zoccolo. 